# Karel Mengelberg
Karel Mengelberg (født 18. juli 1902 i Utrecht – død 11. juli 1984 i Amsterdam, Holland) var en nederlandsk komponist, dirigent og forfatter.
Mengelberg stammede fra en gammel kunstnerfamilie. Hans onkel var dirigenten Willem Mengelberg. Han første lærere i komposition var Berthe Geuer og Willem Pijper. Fra 1923 til 1927 studerede han ved Universität der Künste Berlin: direktion hos Julius Prüwer (1874-1943); komposition hos Leo Schrattenholz (1872-1955) og Emil Nikolaus von Reznicek; og korledelse hos Siegfried Ochs. Derudover studerede han hos Hermann Scherchen og gennemførte et akustikstudium på Technische Universität Berlin i 1929-1932 ved Karl Willy Wagner (1883-1953).
Under hans studier arbejdede Mengelberg i Berlin som skuespilmusiker og kordirigent og udfærdigede blandt andet klaverudgaver for Universal Edition.
Mengelberg skrev værker for orkester, kammermusik og forskellige vokalværker, foruden skuespil-, film og hørespilsmusik. Han vandt to gange (1950 og 1954) byen Amsterdams Store Pris i Komposition og i 1951 Prix Italia for sit hørespilsmusik.
Mengelberg er far til komponisten og pianisten Misha Mengelberg.